# Itame packardaria
Itame packardaria är en fjärilsart som beskrevs av Heinrich Benno Möschler 1883. Itame packardaria ingår i släktet Itame och familjen mätare. Inga underarter finns listade i Catalogue of Life.